# Basislijn

Basislijn en zones

De basislijn is de volgens internationaal recht gedefinieerde lijn die de zee scheidt van het land en de binnenwateren. Deze lijn speelt een belangrijke rol in de afbakening van de territoriale wateren in het in 1982 gesloten Verdrag van de Verenigde Naties inzake het recht van de zee (UNCLOS) oftewel VN-Zeerechtverdrag. Het is een juridische invulling van het begrip 'kustlijn', dat geen algemeen gangbare definitie heeft.

## Twee soorten
Er zijn twee soorten basislijnen:
- de normale basislijn: de lijn tussen de zee en de kust bij laagwater, zoals deze erkend is door de betreffende kuststaat volgens het gebruikte reductievlak;
- de rechte basislijn: de lijn tussen de zee enerzijds en de kust en binnenwateren anderzijds bij laagwater, waarbij diepe uithollingen en insnedingen van de kust geen invloed hebben op het verloop van de lijn.

De rechte basislijn wordt gebruikt in het internationaal recht. Dit betekent dat al het water aan de landzijde van de basislijn als binnenwater wordt gezien. Hieronder vallen niet alleen de rivieren, kanalen en meren die voor binnenvaartschepen bevaarbaar zijn, maar ook alle maritieme wateren achter de basislijn: baaien, mondingen van rivieren en zeehavens.
De basislijn bij baaien loopt volgens een rechte lijn tussen de natuurlijke toegangspunten bij laag water, mits de afstand tussen deze punten niet groter is dan 24 zeemijl (44,448 km). Al het water aan de landzijde van de basislijn behoort tot de binnenwateren. Bij rivieren is de basislijn een rechte lijn tussen twee oeverpunten bij laagwater. Zeehavens vallen ook onder de binnenwateren, waarbij geldt dat alle permanente en geïntegreerde havenwerken (ook die in zee uitsteken) tot de kust behoren.

## Nederland
De Waddenzee en de Rijn-Maas-Scheldedelta liggen binnen de Nederlandse basislijn en zijn dus Nederlandse binnenwateren.
Overigens wordt het begrip 'basislijn' in Nederland niet veel gebruikt. Voor de kustlijnzorg wordt het begrip basiskustlijn gebruikt.

## België
België gebruikt een normale basislijn, aangezien er geen eilanden of insnijdingen zijn in de kustlijn die tot een rechte basislijn zouden nopen. De lijn is wettelijk bepaald als de laagwaterlijn aangeduid op de officiële Belgische op grote schaal uitgevoerde zeekaarten. Dit is dus geen voor eens en altijd vastgelegde lijn.
Sedert de derde staatshervorming gebeurt het opstellen van de officiële zeekaarten door het Vlaams Gewest, meer bepaald door de administratieve eenheid Vlaamse Hydrografie. Deze overheidsinstantie vertegenwoordigt België binnen de Internationale Hydrografische Organisatie. In getijmeetposten te Nieuwpoort, Oostende en Zeebrugge meet ze het zeeniveau en interpoleert dit vervolgens tot een lijn.
Aanvankelijk werd de laagwaterlijn bepaald op basis van het gemiddeld laag-laagwater bij springtij (GLLWS). Dit kwam neer op het gemiddelde van de laagste waterstanden van de maand over een periode van vijf jaar. In het kader van een geleidelijke Europese harmonisering is Vlaamse Hydrografie sedert 2008 overgeschakeld op een ander reductievlak op basis van een astronomisch getij: het Lowest Astronomical Tide (LAT). Het LAT-niveau ligt over het algemeen lager dan GLLWS, waardoor de op de kaarten aangeduide laagwaterlijn zeewaarts verschoven is.
De Belgische laagwaterlijn is 72 kilometer lang, vijf kilometer langer dan de kustlijn. Zeewaarts vormt de lijn de grens van de provincie West-Vlaanderen (en dus ook van het Vlaams Gewest). Voorbij de laagwaterlijn liggen de territoriale wateren, waar de federale overheid – ongeacht de materie – bevoegd is, behoudens in geval van bijzondere bevoegdheidstoewijzing, zoals voor loodsen, baggeren en zeevisserij.

## Landmeetkunde
In de landmeetkunde kan een basislijn verwijzen naar:
- De zijde in een driehoeksmeting waarvan de afstand gemeten is;
- Het verschil in X-, Y- en Z-coördinaat tussen twee met relatieve GNSS gemeten punten.